# Sönnertjärnen, Värmland
Sönnertjärnen är en sjö i Hagfors kommun i Värmland och ingår i Göta älvs huvudavrinningsområde.